# ウェイン・サーモン
ダニエル・ウェイン・サーモン（Daniel Wayne Sermon、1984年6月15日 - ）は、アメリカ合衆国のミュージシャン、ギタリストである。イマジン・ドラゴンズのギター、バックボーカル担当である。

## 来歴
若い頃にチェロとギターの両方を演奏することを学んだ。彼は子供の頃からギタリストになることを決意した。彼の父親は、オーディオファン品質のアンプ、レコードプレーヤー、そしてサーモンが楽しんで聴いていたビニールのビートルズのアルバムをすべて持っていた。彼はまた、ボストンのトム・ショルツの音とソロへの彼のアプローチを愛していた。バークリー音楽大学に通い、ギターの演奏と作曲を2度専攻し、2008年に卒業した。
2011年2月18日にカリフォルニアでバレリーナとブリガムヤング大学の卒業生と結婚した。2014年7月26日、長男が誕生。2016年1月21日、次男が誕生。2018年10月5日、長女が誕生。

## 使用機材

### エレクトリックギター
- BilT Electric Guitar with built-in effects
- Gibson Jeff Tweedy Signature SG
- Elixir Strings

### アコースティックギター
- Gibson J-45
- Gibson Honky Tonk Deuce

### アンプ
- Line 6 M9 Stompbox Modeler
- Vintage Vox AC30 Amps with Top Boost Kit from Plexi Palace
- Friedman Smallbox 50 with 65 Amp 2x12 Whiskey cabinet